# Monika Wörmer-Zimmermann
Monika Wörmer-Zimmermann (* 4. Juli 1944 in Winsen (Luhe)) ist eine deutsche Politikerin. Sie ist verheiratet und hat drei Kinder.

## Ausbildung und Beruf
Nach der Schule absolvierte Wörmer-Zimmermann eine kaufmännische Lehre. Danach und nach der Geburt ihrer ersten beiden Kinder war sie in der Familienarbeit tätig. Anschließend arbeitete sie im kaufmännischen Bereich. Sie war Büroleiterin, Personalleiterin und Leiterin der kaufmännischen Abwicklung in einem mittelständischen Produktionsbetrieb. Von 1984 bis zu ihrer Wahl in den Landtag war sie Leiterin einer kaufmännischen Übungsfirma der Deutschen Angestellten-Akademie.

## Politik
Seit 1972 ist Wörmer-Zimmermann Mitglied der SPD. Sie war langjährig in den Vorständen der Arbeitsgemeinschaft sozialdemokratischer Frauen auf Ort-, Bezirks- und Landesebene vertreten. Von 1976 bis 2003 war sie Ratsfrau der Stadt Buxtehude. Zudem gehörte sie von 1986 bis 2006 dem Kreistag des Landkreises Stade an. Von 1994 bis 2008 war Wörmer-Zimmermann Mitglied des Niedersächsischen Landtags. Außerdem ist sie Mitglied von ver.di, der Arbeiterwohlfahrt, des BUND, von Pro Familia, von SJD-Die Falken und des Sozialverbandes Deutschland.
| Personendaten    | Personendaten              |
| ---------------- | -------------------------- |
| NAME             | Wörmer-Zimmermann, Monika  |
| KURZBESCHREIBUNG | deutsche Politikerin (SPD) |
| GEBURTSDATUM     | 4. Juli 1944               |
| GEBURTSORT       | Winsen (Luhe)              |